# Jennifer Falk
Jennifer Miley Falk (Göteborg, 26 aprile 1993) è una calciatrice svedese, portiere dell'Häcken e della nazionale svedese.

## Carriera

### Club
Falk ha iniziato la carriera nel Torslanda Idrottsklubb, società polisportiva dell'omonima aera urbana del comune di Göteborg, giocando nel ruolo di portiere nella sua sezione di calcio femminile condividendo con le compagne l'evoluzione della squadra dalle serie inferiori. Nel 2010 disputa la Division 2, quarto livello del campionato svedese femminile di calcio, nel girone Norra Gotaland, scendendo in campo in sei occasioni e negli anni successivi festeggia la promozione alla Division 1. Il legame con il Torslanda IK rimarrà anche dopo aver lasciato la società, tornando a tenere corsi per le giovani ragazze interessate ad approfondire il ruolo dell'estremo difensore.
Dopo aver iniziato la stagione 2013 con il Torslanda IK, per lei undici apparizioni nella terza divisione (Division 1 Norra Gotaland), durante la sessione estiva di calciomercato si trasferisce al Jitex BK facendo un doppio salto di categoria e affiancando la finlandese Minna Meriluoto per il resto del campionato. Dopo aver debuttato in Damallsvenskan, livello di vertice del campionato svedese di categoria, il 14 agosto sostituendo Meriluoto nell'ultimo minuto della vittoria esterna per 3-1 sull'Umeå IK, il tecnico Stefan Rehn decide di affidarle il posto da titolare per le successive cinque partite di campionato per poi riaffidare alla finlandese l'estrema difesa della squadra che, terminando al 10º posto in Damallsvenskan, riesce a ottenere la salvezza. Con la partenza di Meriluoto, per il 2014 il nuovo allenatore Anders Holmvén promuove Falk a titolare fissa, tuttavia la competitività della squadra cala ulteriormente e per il successivo campionato non riesce ad evitare la retrocessione in Elitettan.
Per il 2015 decide di trasferirsi al Mallbackens IF, dove il tecnico David Kjellin la inserisce in rosa come titolare inamovibile. Qui Falk colleziona tutte le 22 presenze previste in campionato, contribuendo a far concludere la propria squadra al 10º posto in Damallsvenskan, l'ultimo che le garantisce la salvezza.
Per la successiva stagione coglie l'opportunità di passare a una squadra potenzialmente più competitiva, il Kopparbergs/Göteborg, alla ricerca di una sostituta della partente Loes Geurts, ritrovando come tecnico Rehn che l'aveva allenata al debutto con lo Jitex. Alla sua stagione di debutto con la squadra della natia Göteborg, Falk matura 15 presenze in campionato, più delle altre compagne pari ruolo, contribuendo a ottenere a fine stagione un buon 5º posto in Damallsvenskan. Con l'arrivo di tre nuovi portieri in organico per la stagione successiva, Falk accumula solo 6 presenze in Damallsvenskan, l'ultimo con Rehn in panchina, così come per il campionato 2018 sotto la direzione tecnica di Marcus Lantz.  Quest'ultimo decide di schierarla titolare nella finale di Coppa di Svezia del 1º maggio 2019, incontro dove la sua squadra superando per 2-1 le avversarie del Kristianstads DFF si aggiudica il suo terzo trofeo, il primo in bacheca per Falk.
Nel 2020 Falk ha giocato tutte le 22 partite di campionato, riuscendo a mantenere inviolata la propria porta per 14 incontri consecutivi, prestazione che ha giocato un ruolo primario nella conquista del primo titolo di Campione di Svezia per il club e che gli è valso nel novembre 2020 il riconoscimento per la miglior calciatrice del mese in Damallsvenskan.
La stagione successiva resta legata alla società che, dopo aver preso inizialmente la decisione di sciogliere la prima squadra, ritorna sui suoi passi e prima dell'inizio della stagione si accorda con il Bollklubben Häcken per diventarne la sezione femminile. Falk è tra le giocatrici che entrano in rosa con la nuova squadra, che con i nuovi colori rileva il Kopparbergs/Göteborg nell'edizione 2020-2021 della Coppa di Svezia aggiudicandosi il trofeo battendo in finale l'Eskilstuna United con il risultato di 3-0. In rosa per la UEFA Women's Champions League quando ancora vestiva i colori del Kopparbergs/Göteborg, fa il suo esordio nel torneo UEFA per club nell'edizione 2020-2021, marcando due presenze prima dell'eliminazione ai sedicesimi di finale. In seguito, con i colori giallo-neri dell'Häcken disputa tutte le edizioni dalla 2021-2022 in poi, miglior risultato i quarti di finale nell'edizione 2023-2024.

### Nazionale
Falk viene convocata dalla Federcalcio svedese (SvFF) fin dal 2015, inizialmente per vestire la maglia della formazione under 23, selezione impegnata solamente in tornei non ufficiali UEFA, chiamata da Anneli Andersen in occasione del Four Nations Tournament che quell'anno si disputa in Norvegia impiegandola da titolare nell'incontro vinto 3-1 sulle pari età dell'Inghilterra del 29 maggio. Con questa selezione disputa altri due incontri, l'ultimo dei quali il 4 marzo 2019 con la Russia, vittoria per 1-0.
Entrata nel frattempo nel giro della nazionale maggiore, nel maggio del 2017, in seguito ad un infortunio in allenamento, ha subito una commozione cerebrale, che ha messo in dubbio la sua partecipazione alla Coppa del Mondo con la squadra allenata da Peter Gerhardsson.
Per il debutto deve attendere il 2020, quando Gerhardsson dopo averla inserita nella rosa delle calciatrici che disputano l'edizione 2020 dell'Algarve Cup, la impiega da titolare nell'incontro perso 2-1 con la Danimarca. Dall'ottobre di quello stesso anno le sue presenze in campo si fanno sempre più frequenti e regolari, con il ct Gerhardsson che la convoca per le qualificazioni e alle fasi finali dei Mondiali di Francia 2019 e Australia e Nuova Zelanda 2023, del torneo femminile di calcio delle Olimpiadi di Tokyo, dove ottiene la sua prima medaglia olimpica, l'Argento, e a quelle dell'Europeo di Inghilterra 2022.

## Palmarès

### Club
- Campionato svedese: 1

Kopparbergs/Göteborg: 2020
- Coppa di Svezia: 2

Kopparbergs/Göteborg: 2018-2019
Häcken: 2020-2021

### Nazionale
- Argento olimpico: 1

Tokyo 2020